# Sinfonía en rojo mayor
Sinfonía en rojo mayor es el título de un libro publicado por primera vez en 1952 en España, se presume que por José Landowski. Fue traducido por Mauricio Karl.

## Trama
El libro presenta una teoría de conspiración sobre el interrogatorio de Christian Rakovski en 1938 durante la Gran Purga por José Landowski, quien asistió en calidad de médico. Rakovski hace referencia a una conspiración judeo-masónico-comunista-internacional.

## José Landowski
José Maximovich Landowski, entonces 56 años un ruso de origen polaco, hijo de un oficial del Ejército Imperial Ruso y, por lo tanto, no puede unirse al PCUS. Es un químico autodidacta y atrajo la atención de la GPU por sus habilidades de laboratorio. En su laboratorio, ubicado al suroeste de Moscú, a unas 40 verstas de los suburbios, los investigadores disfrutan del nivel de vida de un alto funcionario del Consejo de Comisarios del Pueblo (Sovnarkom).

## Resumen

### Moscú

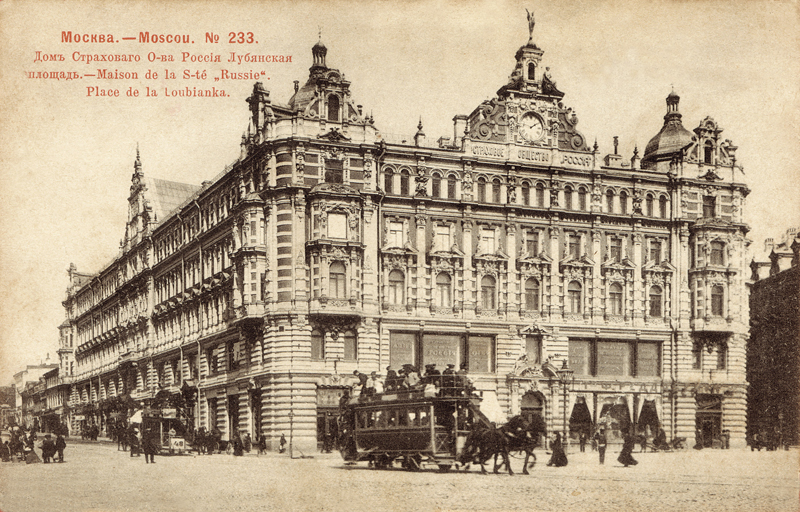
Lubianka antes de 1917

En 1937, Landowsky recibió la visita de hombres de NKVD a su casa, quien lo lleva a la Lubianka donde reina entonces Guénrij Yagoda, quien le dice que está muy interesado en su investigación en química y le informa que envío a su familia a arresto domiciliario en Crimea para asegurar su pleno apoyo. Es más particularmente su trabajo en narcóticos lo que interesa a Iagoda. Explica que su misión es secuestrar al general ruso blanco Yevgueni Miller en París con la ayuda de un agente doble, otro general ruso blanco, Nikolai Skoblin. Iagoda le presentó a un farmacólogo que realizaba investigaciones sobre drogas para aplicarlas a la tortura, Lévin Lev Grigoriévitch.
Posteriormente, Iagoda se reemplaza por Nikolái Yezhov.

### Primera estancia en París
Acompañado por su superior, el agente René Duval, con el rango de capitán de la NKVD, un pasado chileno en el este, Landowsky está alojado en la embajada de la URSS donde recibe la orden de hacerse pasar por un médico polaco, el doctor Zielinsky de Varsovia. Víctima de un ataque, fue enviado a España para ser operado.

### Primera estancia en Madrid
Landowsky sale de París hacia Madrid en avión, acompañado por Duval (bajo el seudónimo de Gabriel Bonín) y llegó a un hospital militar soviético en el frente republicano durante el asedio de Madrid, en medio de la guerra civil española. Se encuentra allí bajo el mando de un general designado bajo el seudónimo Kilinov, que de hecho es Eduard Berzin.

### Segunda estancia en París
Cuando regresó a París, conoció a Dimitri Navachine (bajo el seudónimo de Goldsmith), quien le reveló el verdadero nombre de René Duval: Gabriel Díaz. Intenta montarlo contra él acusando a Duval de su ataque. A través de los periódicos, Landowsky supo del asesinato de Navachine (históricamente, por La Cagoule, el 23 de enero de 1937).

### Primer regreso a Moscú

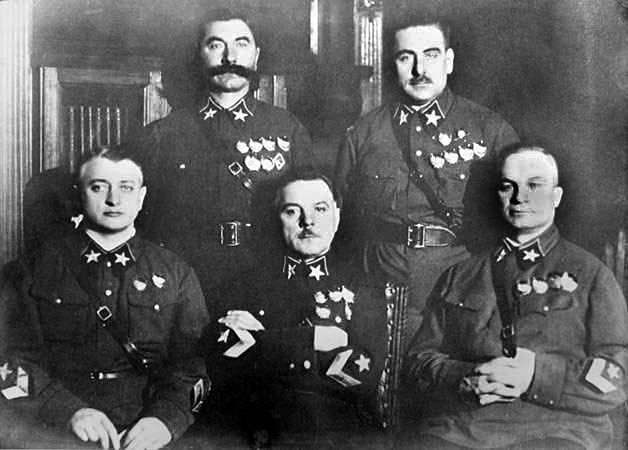
La Gran Purga. Los cinco primeros mariscales de la URSS: Budionni y Blücher (de pie); Tujachevski, Voroshílov y Yegórov (sentados). Solo morirán de muerte natural Voroshílov y Budionni, siendo el resto fusilados durante las distintas purgas.

Tras una corta estadía en París, Landowsky regresó a Moscú durante el tiempo de la Gran Purga y el Juicio de Moscú. Participa en el interrogatorio de un capitán del Oberkommando der Wehrmacht (OKW), cuya confesión provoca otros arrestos. Es actor en el Caso de la Organización Militar Trotskista Antisoviética: por lo tanto, contribuye al secuestro del general Yan Gamarnik en su avión, así como a su confesión después de su tortura. En su confesión, cita por su nombre Iona Yakir, Boris Feldman y Mijaíl Tujachevski como almas de la conspiración. Asocia segundos cuchillos como general Avgust Kork, Ieronim Uborévich, Vitovt Putna, Vitali Primakov, Robert Eideman, Nikolai Kashirin. Especifica que Tujachevski, Pável Dybenko y Vasili Blücher firmarán las proclamas militares y aparecerán como la fachada del modo con Alekséi Rýkov y Nikolái Bujarin a sus lados. León Trotski será secretario general del partido, presidente del consejo de comisionados, presidente del consejo de guerra revolucionaria y presidente de Komintern. Tujachevsky será el jefe del personal soviético y el primer mariscal de la URSS, Iagoda será el comisionado del interior, Rakovski para asuntos externos, Nikolai Bukharin el líder secreto de la revolución mundial, Rikov será el comisionado de la economía soviética y el propio comisionado de defensa de Gamarnik. La realidad del poder estará garantizada por Trotski, Iagoda y el propio Gamarnik. Rakovski jugará un gran papel internacional. Anuncia la liquidación física de Iósif Stalin, Viacheslav Mólotov, Mijaíl Kalinin, Kliment Voroshílov y Nikolái Yezhov.
También asistió a la ejecución de Mijaíl Tujachevski en el Lubianka por René Duval (que lleva el seudónimo de Gabrilo Gabrilovich Kuzmin).

### Tercera estancia en París
Bajo un nuevo seudónimo, Jan Zich, Landowski regresa a París. El 6 de septiembre de 1937, se enteró del asesinato de un espía soviético desertado, Ignace Reiss/Hans Eberhardt en Lausana. Cruzando a otro agente que desertó como amigo de Reiss, Walter Krivitsky, en París el mismo día, Duval se compromete a perseguirlo para matarlo, pero falla. Yevgueni Miller sería eliminado con éxito posteriormente.

### Segunda estancia en España
Miller es llevado en avión a España a través de la valija diplomática de la embajada de la URSS en París (luego ubicado Rue de Grenelle) en algún lugar de País Vasco y luego en medio de la Ofensiva del Norte, todavía en la mano Republicanos españoles pero a unos cuarenta kilómetros de las tropas nacionalistas. Desde allí, Miller se embarca en un bote en dirección a San Petersburgo. Miller y Landowsky tienen la oportunidad de simpatizar en el barco.

### Segunda vuelta a Moscú
Landowsky pasa secretamente a Miller de muerte en muerte para evitar la tortura que lo llevaría a la muerte. Posteriormente, se enfrenta a Guénrij Yagoda, un prisionero en su antiguo lugar de servicio, en relación con la orden de asesinato que le dio sobre Yejov y que hizo posible evitar . Fue llevado a ser médico durante una sesión colectiva de tortura a la que Stalin asistió en persona detrás de un divisor de haz. Veintisiete personas están atrapadas en la sala de tortura, incluidas Guenrikh Iagoda, Lev Levin, Alekséi Rýkov, Nikolái Bujarin, Christian Rakovsky, Grigori Grinko, Arkadi Rozengoltz, Nikolái Krestinski, Lev Karaján (quien es horriblemente torturado: golpeado en los testículos, el perro de un verdugo los arranca de su mordida, Landowski luego tiene que curar su herida), Pável Bulánov (secretario de Iagoda), Vasili Blücher y Aleksandr Yegórov. Esto representa una parte de los acusados del futuro juicio conocido como el "Proceso del Bloque Trotskista-Derechista".

### El interrogatorio de Christian Rakovsky

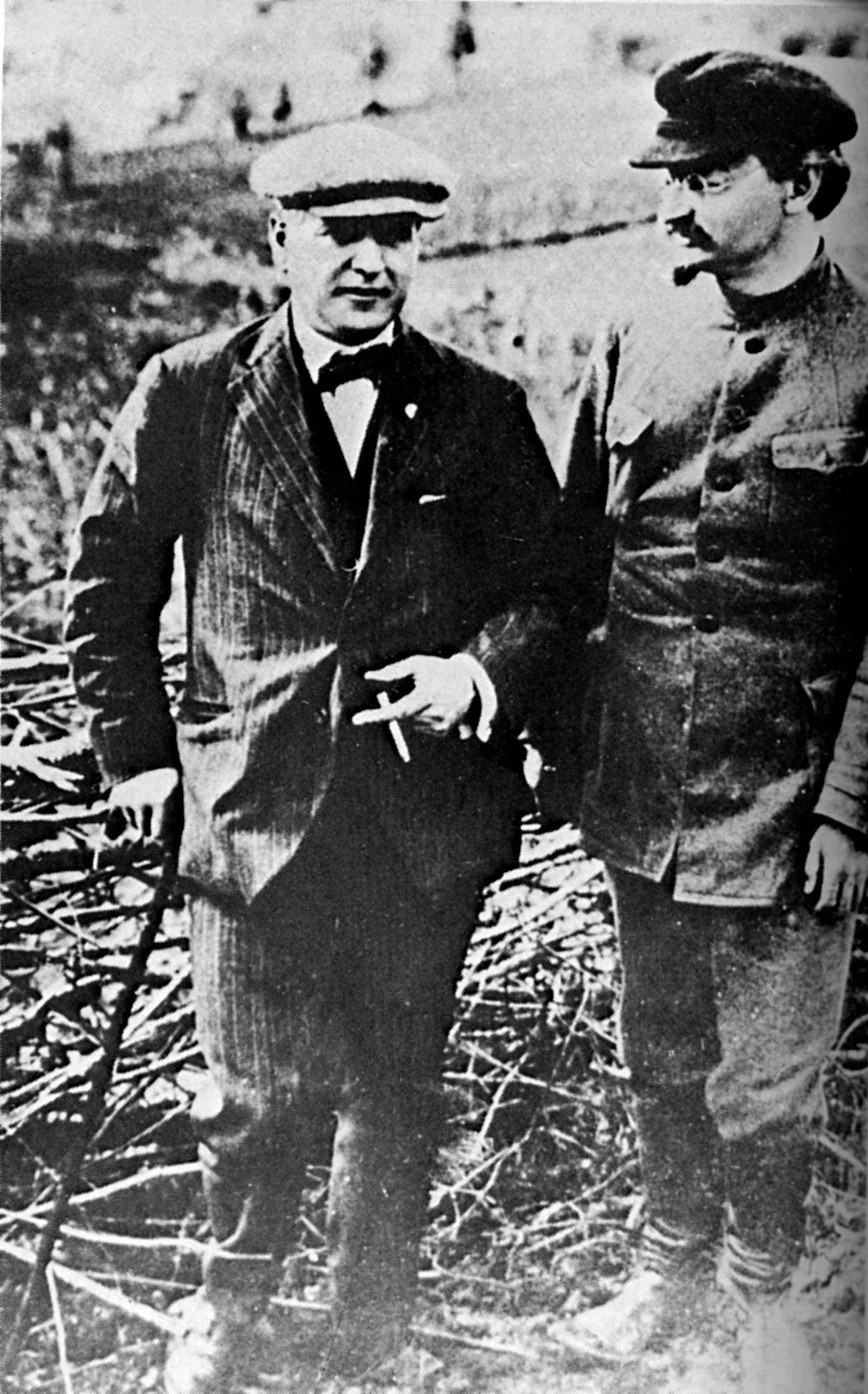
Christian Rakovsky (†) con León Trotski, 1924.

Rakovsky es llevado a una habitación agradable con una variedad de platos e interrogado por Duval después de que Landowsky le vertiera una droga de alta calidad en su bebida.
Rakovsky comienza argumentando que si Karl Marx conocía las contradicciones del capitalismo, es porque conocía a quienes las produjeron dentro de él. Luego teorizó una alianza entre la finanza international (que llama el "Capitalismo Internacional" o "Kapintern") y el Internacional Comunista (Komintern). Agrega que Marx, en sus escritos, claramente perdió un fenómeno económico que sin embargo fascinó a la gente de su tiempo: la inmensa acumulación de capital de los 5 hermanos de la familia Rothschild. Especifica que son 5, al igual que las 5 ramas de la estrella roja soviética. (Amschel Mayer Rothschild, Salomon Mayer Rothschild, Nathan Mayer Rothschild, Carl Mayer von Rothschild, James de Rothschild). Para Rakovsky, el enemigo común de estas dos entidades, una abogando cosmopolitismo (porque el capital no tiene fronteras) y la otra abogando internacionalismo (porque el proletariado no no tiene fronteras) es el estado-nación y su objetivo, es su destrucción. Afirma que un poder ha estado en manos monárquicas pero que los reyes nunca lo han apreciado por su verdadero valor, el de creación monetaria; después de la Revolución francesa, por lo tanto, se encontró en manos privadas que a sabiendas provocó un cambio de la moneda divisional, que solo queda para reforzar una ilusión, hacia el dinero por decreto luego el dinero fiduciario, que sería simplemente dinero falsificado, habiendo multiplicado el capital inicial varias veces. Estos financieros ahora tienen en el estado totalitario comunista de la URSS, el instrumento de dominación más poderoso que jamás haya existido, los imperios anteriores del tipo cesárea siempre han dejado un margen de libertad individual. Él teoriza que estos financieros internacionales utilizan personas de confianza para ejercer poder sobre ellos, citando a Walther Rathenau entre quienes desempeñaron este papel. Evoca la creación por Adam Weishaupt del equivalente de una Primera Internacional secreta en forma de los Iluminados de Baviera, y persigue el mismo objetivo que el comunismo, que habría constituido la tercera conspiración anticristiana y comunista de nuestra era, después del Gnosticismo (el segundo es el protestantismo). La conspiración actual consiste en esto: crear la mayor acumulación de capital posible para empujar al proletariado al desempleo, desesperarlo y al mismo tiempo crear la organización para unir a los proletarios y lanzarlos a la revolución. Explica el rápido ascenso de Trotski dentro del movimiento comunista, superando con su influencia antes de la revolución de 1905 a Gueorgui Plejánov, Julius Martov o el mismo Lenin (Rakovsky lo subraya basándose en el testimonio escrito de Anatoli Lunacharski) por su matrimonio (en 1903) con Natalia Sedova, descrita como la hija del banquero Givotivsky (Abram Zhivotovsky), familia aliada con los Warburg, socios y padres de Jacob Schiff, quienes financiaron Japón durante la guerra ruso-japonesa. Entre los que financiaron la Revolución de Octubre, él cita nuevamente Jacob Schiff y el banco Kuhn, Loeb & Co, nuevamente los hermanos Warburg, la familia Guggenheim , Heneawer (Jerome J. Hanauer), Max Breitung, Olof Aschberg y su Nya Banken de Estocolmo, la ciudad donde Rakovsky estuvo involucrado en la conexión. Describe a los líderes bolcheviques e incluso Kerensky bajo las órdenes directas de un Bund secreto.
Según Rakovsky, Trotski organizó el ataque a Lenin por Fanny Kaplan, el de Wilhelm Mirbach por Yakov Blumkin y el alzamiento socialrevolucionario de julio de 1918 organizado por Maria Spiridonova en julio de 1918, con la ayuda inesperada de Sidney Reilly.
Rokovsky explica que Ivan Maisky estaba entre aquellos a quienes se les ordenó traicionar al movimiento de los rusos blancos y participar en su sabotaje.
Según él, la misma financiación internacional que financió a los revolucionarios bolcheviques financió el NSDAP desde 1929, a través de un emisario perteneciente a la familia Warburg. Esta teoría de Rakovsky se evoca en otro libro cuya procedencia es incierta: "Los recursos del nacionalsocialismo, tres conversaciones con Hitler" y firmado por seudónimo de Sydney Warburg.
Deduciendo que el objetivo de las finanzas internacionales es que el nazismo ataque militarmente al estalinismo, busca promover una alianza entre los dos partidos en torno a una partición de Polonia (prefigurando el pacto germano-soviético). Gabriel luego pide el nombre de una persona de contacto que podría decir con certeza que está en el campo de las altas finanzas internacionales. Rakovsky dice que Lionel Walter Rothschild era uno de ellos (murió en 1937), el banco Kuhn, Loeb & Co con la familia Schiff, Warburg, Loeb y Kuhn, Bernard Baruch, Felix Frankfurter, Frank Altschul, Benjamin Victor Cohen, Nathan Straus Jr., Laurence Steinhardt, Léon Blum, Samuel Irving Rosenman , Walter Lippmann, Herbert H. Lehman, Dreifus, Thomas W. Lamont, Georges Mandel, Henry Morgenthau, Mordecai Ezekiel, Jesse L. Lasky, pero lo aconseja finalmente para dirigirse al embajador de los Estados Unidos en la URSS, Joseph E. Davies.

### Epílogo

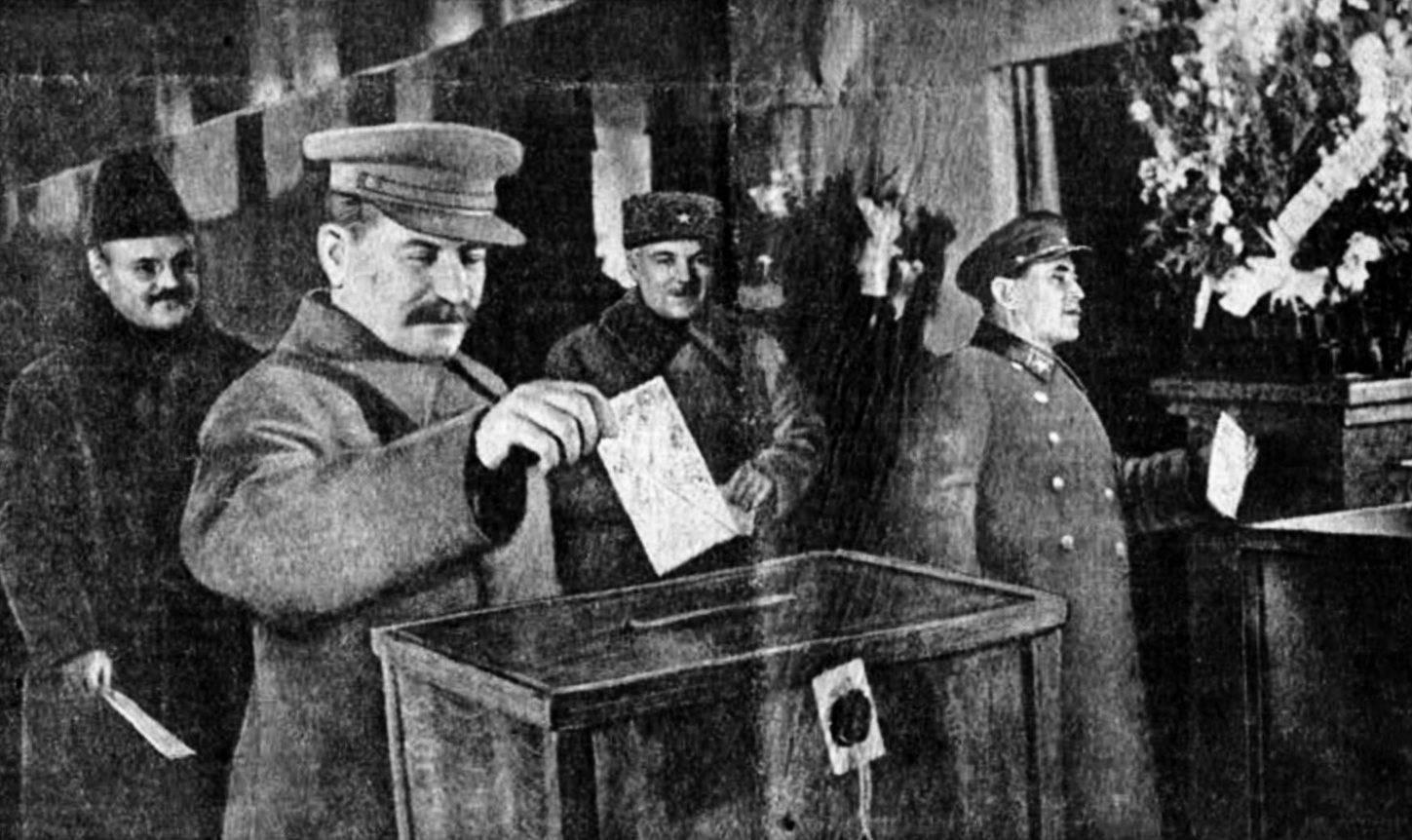
Viacheslav Mólotov, Stalin, Kliment Voroshílov y Nikolái Yezhov, durante las elecciones parlamentarias de la Unión Soviética en 1937.

Durante el juicio de Rakovsky, el embajador Davies se sorprende de darle un saludo masónico, y desde una estación de radio con un potente transmisor, con el código de la Embajada de la URSS en Londres, se envía el siguiente mensaje : "clemencia o la amenaza nazi aumentarán", seguido del anuncio del anschluss de Austria por Hitler (12 de marzo de 1938).
Duval le pide a Landowsky que contraiga una enfermedad con Yezhov, que obtenga el pretexto para sacarlo de la fuerza policial y enviarlo a descansar. Landowsky desconfió y pidió que el mismo Stalin le diera la orden, ya que los otros líderes habían sido designados por uno u otro como miembros de un complot contra Stalin. Una noche, Duval lo conduce a Kremlin y lo presenta frente a Viacheslav Mólotov y Stalin, también está presente Lavrenti Beria. Stalin le ordena inocular una enfermedad incapacitante a Nikolái Yezhov, incluso matarlo si Duval le ordena que lo haga. Landowski lo inocula con malaria. Posteriormente, se entera de que Beria reemplaza a Yezhov.
Sigue una carta de Duval a Landowsky: le anuncia que toda su familia fue eliminada por orden de Yagoda ya en el momento en que recibió su orden de asesinar a Yezhov por medios bacteriológicos y termina con una nota denunciando la alianza Franklin Delano Roosevelt - Stalin como prueba del testimonio fundado de Rakovsy. El libro anuncia que después de las memorias de Landowski aparecen páginas ilegibles ilegibles en las que los nombres de su esposa e hijos aparecen muchas veces.

## Otros caracteres
caracteres formando parte de la trama
- Karl Radek
- Lumenstadt (un químico)
- General Keltsov (en el frente de Madrid de la guerra civil española, supuestamente trotskista)
- Agente Spiegelglass, responsable de la sucursal de París del NKVD, así como del secuestro de Yevgueni Miller.

caracteres citados
- Hugo Eberlein
- Viacheslav Menzhinski
- Aleksandr Kutépov
- Arthur Goldstein
- Valerian Dovgalevsky

## Posteridad
Una transcripción fue publicada en inglés en 1968 bajo el título The Red Symphony: X-Ray of Revolution. Fue puesta en línea en 2003 por Peter Myers. Esta teoría fue tratada en un libro de Des Griffin de 1988. En los años 2000, Henry Makow la promocionó. Fue igualmente tratada en 2011 por Ben Peri en uno de sus libros, y en 2013 por Gabriele Adinolfi en uno de sus libros.